# Back from Hell
Back from Hell (с англ. — «Вернуться из ада») — пятый студийный альбом американской рэп-группы Run-D.M.C., выпущенный 19 ноября 1990 года лейблом Profile Records. Альбом был спродюсирован самими участниками группы.
Альбом примечателен тем, что занял более уличную позицию, чем их предыдущие альбомы, а также использованием большого количества ругательств. Песни «Faces» и «Pause» были сделаны в новом музыкальном жанре: нью-джек-свинг. Альбом содержит вокал Аарона Холла («Don’t Stop»), а также впервые рэп от Джем Мастер Джея («Faces», «Not Just Another Groove»).
Альбом был продан в количестве 300 тысяч копий, не дотянув даже до «золотого» статуса. Back from Hell достиг 81 места в чарте Billboard 200 и 16 места в чарте Top R&B/Hip Hop Albums в американском журнале Billboard.
Альбом содержит 3 сингла, которые попали в чарты журнала Billboard: «Pause», «What’s It All About» и «Faces». «What’s It All About» также попал в хит-парад UK Singles Chart в Великобритании.
Альбом был переиздан на лейбле Arista Records в 1999, 2003 и 2018 году.

## Предыстория
До того, как Ран, Ди-Эм-Си и Джей пошли в студию, чтобы начать запись альбома Back from Hell, у них были проблемы: Джей задолжал Налоговой службе США почти 300 тысяч долларов в виде государственных налогов начиная с 1989 года, Ран пытался справиться с тяжёлой депрессией, а Ди-Эм-Си стал полагаться на алкоголь, чтобы помочь ему преодолеть изнурительный страх перед сценой, выпивая в день до 12 бутылок солодового ликёра объёмом 40 унций. Впервые он напился виски перед своим первым публичным выступлением в ночном клубе в Холлисе, когда ему было 16 лет.

## Приём критиков
К 1990 году популярность Run-D.M.C. резко уменьшилась, и жители Куинса значительно отстали от гангстерских рэперов Западного побережья, таких как Ice Cube, Ice-T и Compton's Most Wanted. С пятым альбомом, Back From Hell, Run-D.M.C. намеревались вернуть поддержку хардкор-рэп аудитории и практически заброшенного рок-материала в пользу наипростейших, минималистичных и неуклонно ориентированных на улицу звуков. Не выдающиеся, но, безусловно, приятные, такие смелые размышления о городской жизни, как «Livin’ In The City», «The Ave.» и «Faces» ясно дали понять, что Run-D.M.C. ещё стоит послушать.
На альбоме встречается много нецензурных высказываний, и они, несомненно, не делают новые рассказы Run-D.M.C. об уличном насилии и городской несправедливости более убедительными. Размахивая оружием и подшучивая над расистскими полицейскими, Ран и Д.М.С. вполне могут говорить об этом, поскольку так оно и было в 1990 году. Но в большинстве песен на альбоме они звучат как актёры, играющие роли, а не как артисты, драматизирующие свою жизнь.
Однако, диджей Джем Мастер Джей находится в лучшей форме. Музыка на альбоме поразительна: Джей создаёт яркие мини-саундтреки из элементов поп-культуры, кладя семплы поверх семплов, не переусердствуя. К сожалению, эта глубокая музыкальная поддержка просто акцентирует ваше внимание на слова, которые не несут в себе вес.

## Видеоклипы
Было выпущено 4 видеоклипа на песни из альбома: «Pause», «What’s It All About», «Faces» и «The Ave.». Причём видео на песню «Pause» вышло в двух версиях, вторая версия содержала вступление от The Afros, новой группы Джем Мастер Джея, подписанной на его новый лейбл, JMJ Records.

## Список композиций
Информация о семплах была взята из сайта WhoSampled.
| #  | Название                   | Сопродюсеры                            | Сэмпл(ы) | Длительность |
| -- | -------------------------- | -------------------------------------- | --- | ------------ |
| 1  | «Sucker D.J.’s»            |                                        | - Run-D.M.C. — «Sucker M.C.’s (Krush Groove 1)» (1983) | 0:50         |
| 2  | «The Ave.»                 | Frank Inglese                          | - Bar-Kays — «Sang and Dance» (1970) - Fat Larry’s Band — «Down on the Avenue» (1976) - Uncle Louie — «I Like Funky Music» (1979) - Fred Wesley and The J.B.’s — «You Can Have Watergate Just Gimme Some Bucks and I’ll Be Straight» (1973) - Fred Wesley and The J.B.’s — «Same Beat» (1974) | 4:00         |
| 3  | «What’s It All About»      | Glen E. Friedman Russell Simmons       | - The Stone Roses — «Fools Gold» (1989) - Johnny Mathis — «Alfie» (1970) - Incredible Bongo Band — «Apache» (1973) - Run-D.M.C. — «Rock Box» (1984) - Public Enemy — «Bring the Noise» (1987)                                                                                                 | 4:48         |
| 4  | «Bob Your Head»            | Frank Inglese                          | - James Brown — «Popcorn With a Feeling» (1969) - Funkadelic — «Good Old Music» (1970) - The Marcels -«Blue Moon» (1961) | 3:46         |
| 5  | «Faces»                    | Stanley Brown                          | - Dyke & the Blazers — «Let a Woman Be a Woman — Let a Man Be a Man» (1969) - Bell Biv DeVoe — «Poison» (1990) - James Brown — «Funky President (People It’s Bad)» (1974) - Funk, Inc. — «Kool Is Back» (1971) - Public Enemy — «Yo! Bum Rush the Show» (1987)                                | 4:27         |
| 6  | «Kick The Frama Lama Lama» |                                        | - The Stone Roses — «Fools Gold» (1989) | 3:07         |
| 7  | «Pause»                    | Davy D Stanley Brown                   | - T La Rock and Jazzy Jay — «It’s Yours» (1984) - Bob James — «Take Me to the Mardi Gras» (1975) - Juice — «Catch a Groove» (1976) | 4:38         |
| 8  | «Word Is Born»             | Tony Battaglia (гитара)                | - Dennis Coffey and The Detroit Guitar Band — «Scorpio» (1971) - The Soul Children feat. Jesse Jackson — «I Don’t Know What This World Is Coming To» (1972) - Eric B. & Rakim — «I Know You Got Soul» (1987) - Kurtis Blow — «AJ Scratch» (1984)                                              | 2:54         |
| 9  | «Back From Hell»           | Larry Smith                            | - The Honey Drippers — «Impeach the President» (1973) - James Brown — «Escape-Ism» (1971) - Run-D.M.C. — «Raising Hell» (1986) - Public Enemy — «Don’t Believe the Hype» (1988) | 3:00         |
| 10 | «Don’t Stop»               | Stanley Brown Aaron Hall (вокал)       | - John Davis and the Monster Orchestra — «I Can’t Stop» (1976) - Run-D.M.C. — «Beats to the Rhyme» (1987) | 4:36         |
| 11 | «Groove To The Sound»      | David Reeves (a.k.a. Davy DMX)         | - Grace Jones — «Pull Up to the Bumper» (1981) - Bob James — «Take Me to the Mardi Gras» (1975) | 3:34         |
| 12 | «P Upon A Tree»            |                                        | | 0:44         |
| 13 | «Naughty»                  |                                        | - Syl Johnson — «Different Strokes» (1967) - James Brown — «Say It Loud, I’m Black and I’m Proud» (1968) - Rick Jones — «Bang on a Drum» (1973) - Tom Jones — «Looking Out My Window» (1968)                                                                                                  | 4:08         |
| 14 | «Livin’ In The City»       |                                        | | 1:03         |
| 15 | «Not Just Another Groove»  | Stanley Brown Johnny Mc Dowell (вокал) | - Trouble Funk — «Pump Me Up» (1982) - James Brown — «Funky President (People It’s Bad)» (1974) | 4:20         |
| 16 | «Party Time»               | David Reeves (a.k.a. Davy DMX)         | | 4:34         |

## Участники записи
- Дэррил Макдэниелс — исполнитель, вокал
- Джейсон Майзелл — исполнитель, вокал, продюсер, клавишные, ударные
- Джозеф Симмонс — исполнитель, вокал
- Run-D.M.C. — продюсер
- Расселл Симмонс — исполнительный продюсер, сопродюсер («What’s It All About»)
- Фрэнк Инглезе — сопродюсер («The Ave.», «Bob Your Head»)
- Глен Э. Фридман — сопродюсер («What’s It All About»)
- Тони Батталья — гитара («Word Is Born»)
- Бобби «Афро» Уокер — ударные, бэк-вокал
- Дэви «ДиЭмЭкс» Ривз — бэк-вокал, сопродюсер («Pause», «Groove To The Sound», «Party Time»)
- Стэнли Браун — бэк-вокал, клавишные, сопродюсер («Faces», «Pause», «Don’t Stop», «Not Just Another Groove»)
- Ларри Смит — сопродюсер («Back From Hell»)
- Аарон Холл — вокал («Don’t Stop»)
- Тахира Уокер — бэк-вокал
- Дэвид Кеннеди — инженер звукозаписи, инженер звукозаписи ремикса
- Хулио Пено — инженер звукозаписи
- Роуи Шамир — инженер звукозаписи ремикса
- Тед Сабети — инженер звукозаписи, инженер звукозаписи ремикса
- Майк Фронда — ассистент инженера звукозаписи
- Хауи Вайнберг — мастеринг
- Джанет Перр — арт-дирекция, дизайн обложки
- Майкл Лавин — фотографии на диске

## Чарты

### Еженедельные чарты
| Чарт (1990)                            | Высшая позиция |
| -------------------------------------- | -------------- |
| США (Billboard 200)                    | 81             |
| США (Billboard Top R&B/Hip-Hop Albums) | 16             |

### Синглы
| 1989 | «Pause»               | 51 | 11 | 50 | -  |
| 1991 | «What’s It All About» | 24 | 4  | -  | 48 |
| 1991 | «Faces»               | 57 | 13 | -  | -  |